# Prova de Rinne

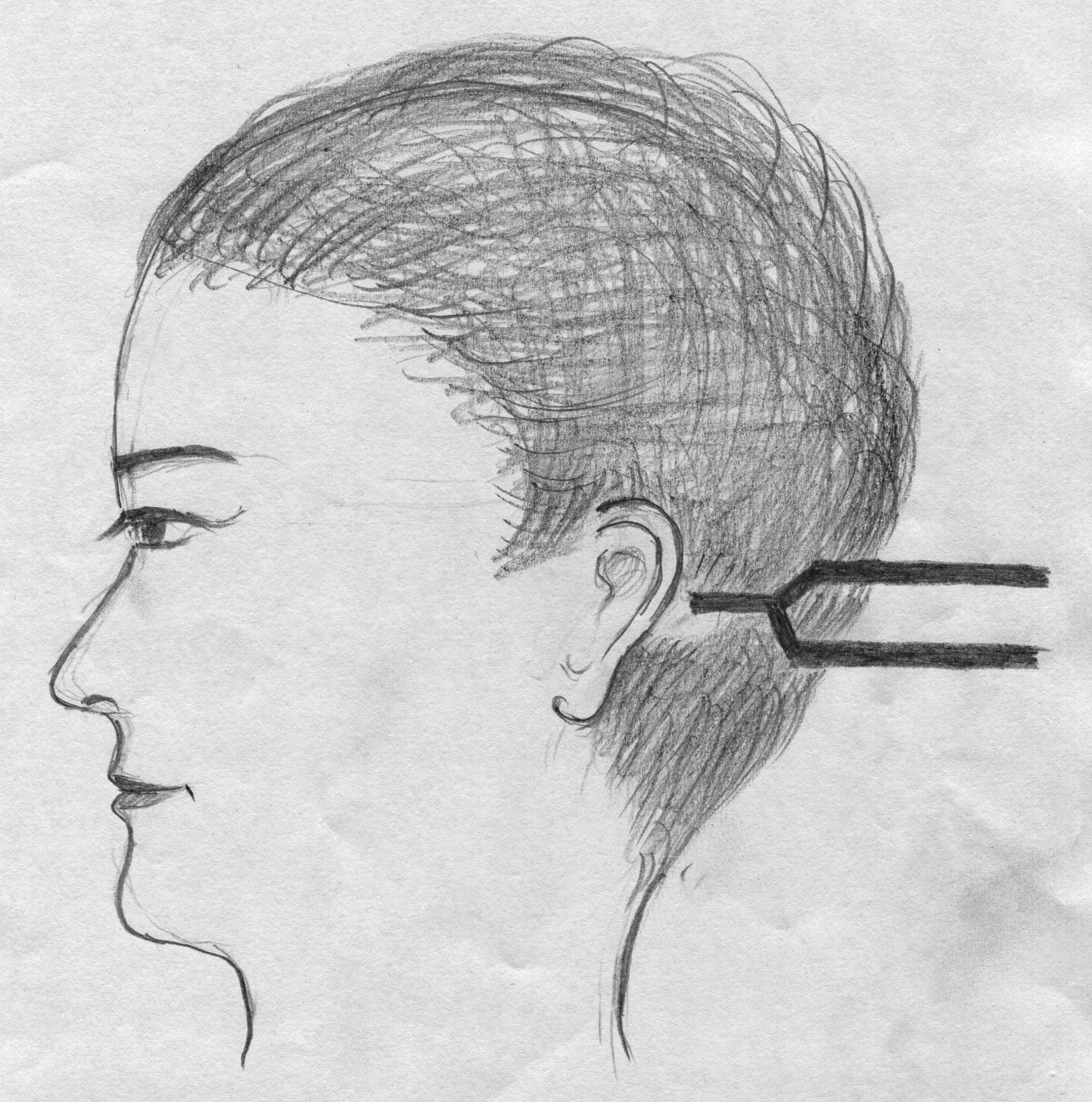
Prova del costat esquerre, amb col·locació del diapasó sobre l'apòfisi mastoide.

La prova de Rinne és una prova d'audició, sobretot per avaluar la seva pèrdua en una orella (sordesa unilateral). En la prova es compara la percepció dels sons transmesos per via aèria amb els transmesos per conducció òssia mitjançant l'apòfisi mastoide. Així, es pot detectar ràpidament la presència de la pèrdua d'audició conductiva.

## Realització de la prova
La prova de Rinne i la prova de Weber es realitzen habitualment de forma conjunta per així determinar la ubicació i la naturalesa de les pèrdues d'audició. En la prova de Rinne l'extrem del mànec d'un diapasó (el de 256 Hz és utilitzat per a la prova de vibració Weber; el de 512 Hz és utilitzat per a la prova d'audició Rinne) es col·loca contra la pell que cobreix l'apòfisi mastoide del pacient i se li demana que digui quan ja no senti la vibració, llavors i de seguida, es col·loca la forquilla del diapasó a uns 1-2 cm del conducte auditiu, i de nou es demana al pacient que digui si encara sent la vibració del diapasó.

## Resultats
Audició normal: la conducció aèria ha de ser major que la conducció òssia, per tant el pacient ha de poder sentir encara la vibració del diapasó en col·locar-lo a prop de l'orella (quan ja no la sent quan estava recolzat en l'apòfisi mastoide).
Audiència anormal:
- Si no és capaç de sentir la vibració després d'haver estat recolzat en la mastoide, vol dir que la seva conducció òssia és major que la seva conducció aèria. Això indica que hi ha alguna cosa que impedeix el pas de les ones de so des del canal de l'orella, a través de l'aparell de l'orella mitjana fins a la còclea (és a dir, hi ha una pèrdua d'audició conductiva).
- Quan hi ha una pèrdua auditiva neurosensorial la capacitat de sentir el so del diapasó tant per l'os com per l'aire està igualment disminuïda. Llavors aquests pacients generalment poden sentir millor per l'apòfisi mastoide.

## Valoració dels resultats de les proves conjuntes de Rinne i de Weber
|                            | Weber sense lateralització             | Weber lateralitza esquerre                                       | Weber lateralitza dret                                            |
| -------------------------- | -------------------------------------- | ---------------------------------------------------------------- | ----------------------------------------------------------------- |
| Rinne dues orelles CA > CO | Normal/pèrdua neurosensorial bilateral | Pèrdua neurosensorial en la dreta                                | Pèrdua neurosensorial en l'esquerra                               |
| Rinne esquerre CO > CA     |                                        | Pèrdua conductiva en l'esquerra                                  | Pèrdua combinat: pèrdua conductiva i neurosensorial en l'esquerra |
| Rinne dret CO > CA         |                                        | Pèrdua combinada: pèrdua conductiva i neurosensorial en la dreta | Pèrdua conductiva en la dreta                                     |
| Rinne dues orelles CO > CA | Pèrdua conductiva en les dues orelles  | La pèrdua combinada en la dreta i conductiva en l'esquerra       | La pèrdua combinada en l'esquerra i conductiva en la dreta        |

Abreviatures: CA=conducció aèria, CO=conducció òssia